# 내란기

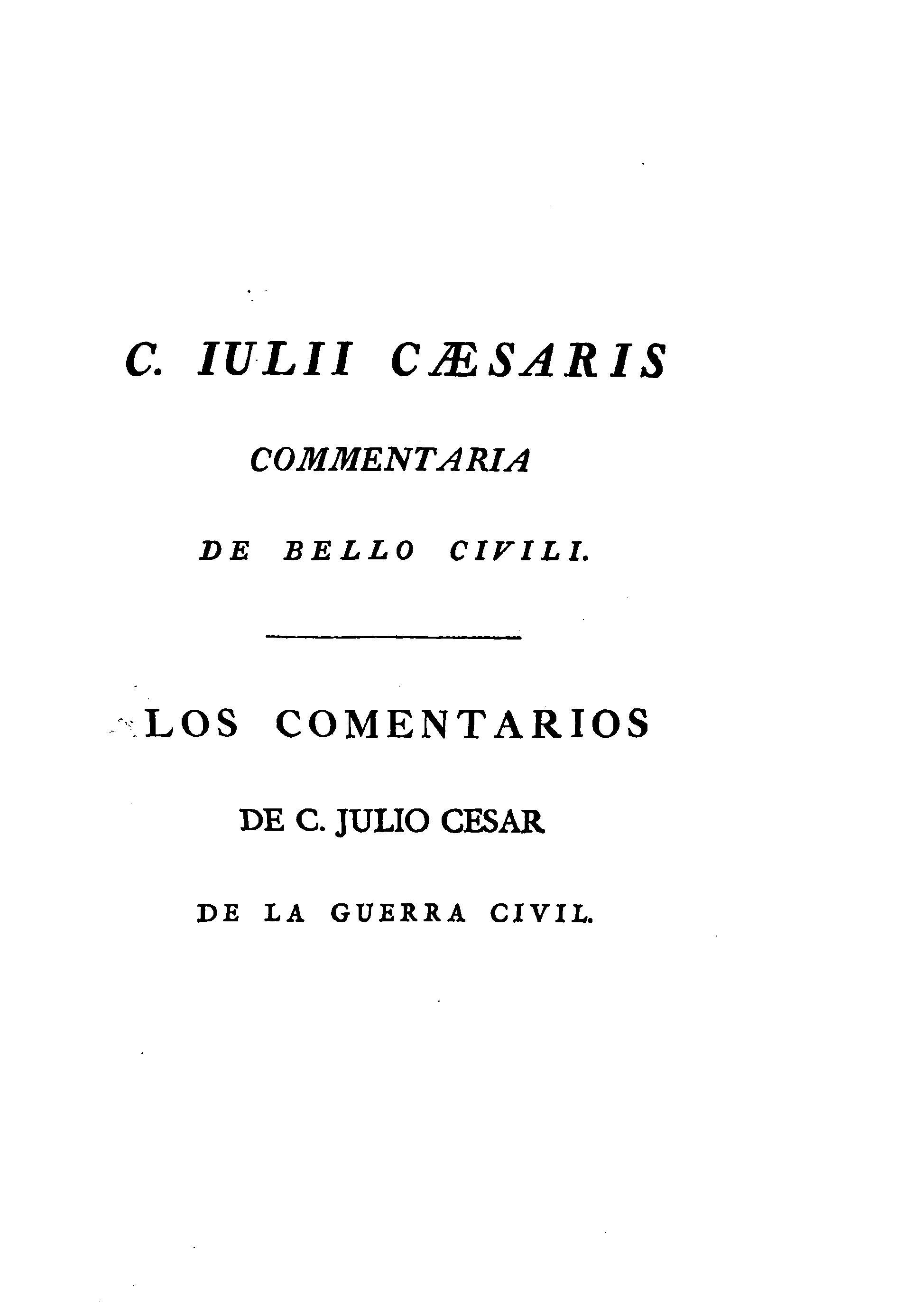

《내란기》(內亂記, 라틴어: Commentarii de Bello Civili)는 율리우스 카이사르가 기원전 49년에 루비콘강을 건넌 후 폼페이우스가 이끄는 원로원 세력과 벌인 전쟁 경과를 서술한 책이다. 알렉산드리아 전쟁이 시작하는 부분에서 끝이 난다. 이후의 이야기는 《알렉산드리아 전기》, 《아프리카 전기》, 《히스파니아 전기》에서 다룬다.

## 구성
총 3권으로 구성되어 있으며, 각 권의 구성은 다음과 같다.
- 제1권 : 루비콘강 도하 직후, 폼페이우스의 탈출과 카이사르의 로마 장악. 히스파니아에서의 싸움.
- 제2권 : 히스파니아 평정과 마실리아의 함락, 쿠리오의 전사.
- 제3권 : 폼페이우스와의 결전(디라키움 공방전, 파르살루스 전투), 폼페이우스의 사망, 알렉산드리아 전쟁의 시작.